# Pediobius angustifrons
Pediobius angustifrons  (лат.) — вид паразитических наездников рода Pediobius из семейства Eulophidae (Chalcidoidea) отряда перепончатокрылые насекомые. Африка (Кения, Малави, Мали, Сьерра-Леоне, Уганда). Переднеспинка с шейкой, отграниченной килем (поперечным гребнем). Щит среднеспинки с развитыми изогнутыми парапсидальными бороздками. Среди первичных хозяев такие насекомые, как бабочки Ascotis (Geometridae), Dasychira (Lymantriidae), Odites (Oecophoridae). Ассоциированы с растениями рода Cola sp. (Sterculiaceae).